# 리퀴드피드백
리퀴드피드백(LiquidFeedback)은 정치적 의사형성과 의사결정을 위한 자유 소프트웨어이다. 독일 해적당이 당내 민주주의 실현을 위한 도구로 개발, 사용하고 있다.

## 특징
리퀴드피드백은 정당이나 사회단체, 운동단체가 인터넷을 통해 의사를 형성하는 것을 돕기위해 만들어졌다. 특히 참여인원이 많아서 일반적인 포럼이 불가능한 경우를 상정하고 있다. 그 외에 당원이나 회원이 주도권을 행사할 수 있고, 의사결정에 있어서 서열의 영향을 줄일 수있는 장점도 있다. 이 소프트웨어는 서열과 지식의 차이, 그리고 기타 제약의 왜곡없이 의견을 제출할 수 있도록 한다. 그외에 발안의 조건과 논의 기간을 정할 수 있다.

## 사용
리퀴드피드백의 작동은 복잡하게 이루어진다. 사용자는 누구나 다양한 주제에 대해 안건을 발안할 수 있다. 다만 사용자의 10% 의 지지와 같이 특정 조건을 충족시켜야 한다. 안건이 발의되는 과정에 제안자의 안건에 서로 영향을 주면서 다른 사용자의 제안이 더해지기도 한다. 물론 발의된 안건과 경쟁적인 제안이 제출될 수도 있다. 사용자 10%의 지지가 모이면 의견교환은 동결되고, 더 이상 제안을 추가할 수 없는 토론단계로 넘어간다. 이는 전략적 동기를 가지고 제안하는 것을 막기위함이다. 안건에 대한 공지 기간을 거친후 여러 대안에 대해 슐츠 방법의 수정 방식으로 표결하게 된다.
이 과정에서 중요한 것은 다른 사용자의 의결권을 위임받을 수 있으며, 이를 통해 일부 사용자가 다른 사용자들에 비해 더 큰 의결권을 행사할 수 있다는 것이다. 하지만 논의 과정에서 위임은 언제든지 철회될 수 있다.
사용자가 확인을 위해 시스템 데이터에 접근하는 것은 언제든지 가능하다. 하지만 전략적 투표를 줄이기 위해 투표가 진행 중인 안건에 대한 데이터는 공개하지 않는다.

## 역사
리퀴드피드백은 기존의 당내 의사형성 가능성에 만족하지 않던 독일 해적당의 당원들의 노력으로 개발되었다. 소프트웨어의 개발은 해적당과 별개로 이루어졌으며, 소프트웨어의 사용도 다른 정당이나 단체에 개방되어 있다.
2010년 4월 18일 안정화 버전 1.0.0 이 발표되었다. 이후 이 소프트웨어의 일상적인 사용이 가능해졌다.
리퀴드피드백과 대화형 민주주의 형태에 대한 관심이 커짐에 따라, 퍼블릭 소프트웨어 그룹은 2010년 6월 27일 이 분야의 독자적인 단체인 “대화형 민주주의”를 창립하기로 결정했다.
리퀴드피드백은 현재, 독일 해적당과 브라질 해적당, 스위스 해적당, 그리고 포츠담 대학교 학생회에서 사용하고 있다.
국내에서는 한국디스커스센터에서 번역작업을 마쳤으며, 정의당 내 디지털 소통 위원회라는 산하 기구에서 시범적으로 운영하고 있다.

## 리퀴드피드백에 대한 비판
리퀴드피드백 사용자들 사이에 논쟁이 없는 것은 아니다. 모든 발언과 투표 그리고 나중에 각 개인의 발언과 투표가 공개되는 원칙을 따르기 때문에 개인정보보호가 잘 안된다는 비판이 있다.

## 같이 보기
- 슐츠 방법
- 전자민주주의
- 참여 민주주의
- 대리 투표
- 직접 민주제
- 풀뿌리 민주주의
- 블록체인